# Blatets
Blatets (bulgariska: Блатец) är ett distrikt i Bulgarien.   Det ligger i kommunen Obsjtina Sliven och regionen Sliven, i den centrala delen av landet, 260 kilometer öster om huvudstaden Sofia.
Trakten runt Blatets består till största delen av jordbruksmark. Runt Blatets är det ganska glesbefolkat, med 30 invånare per kvadratkilometer.